# العلاقات الطاجيكستانية اللوكسمبورغية
العلاقات الطاجيكستانية اللوكسمبورغية هي العلاقات الثنائية التي تجمع بين طاجيكستان ولوكسمبورغ.

## مقارنة بين البلدين
هذه مقارنة عامة ومرجعية للدولتين:
| وجه المقارنة                                              | طاجيكستان                          | لوكسمبورغ                                                     |
| --------------------------------------------------------- | ---------------------------------- | ------------------------------------------------------------- |
| المساحة (كم2)                                             | 143.10 ألف                         | 2.59 ألف                                                      |
| عدد السكان (نسمة)                                         | 8.92 مليون                         | 599.45 ألف                                                    |
| الكثافة السكانية (ن./كم²)                                 | 62.33                              | 231.45                                                        |
| العاصمة                                                   | دوشنبه                             | لوكسمبورغ                                                     |
| اللغة الرسمية                                             | اللغة الطاجيكية                    | اللغة اللوكسمبورغية، لغة فرنسية، اللغة الألمانية              |
| العملة                                                    | ساماني طاجيكي، الروبل الطاجيكستاني | يورو، فرنك لوكسمبورغ                                          |
| الناتج المحلي الإجمالي (بليون دولار)                      | 7.15 مليار                         | 62.40 مليار                                                   |
| الناتج المحلي الإجمالي (تعادل القوة الشرائية) بليون دولار | 24.03 مليار                        | 58.13 مليار                                                   |
| الناتج المحلي الإجمالي الاسمي للفرد دولار أمريكي          | 925                                | 101.45 ألف                                                    |
| الناتج المحلي الإجمالي للفرد دولار أمريكي                 | 2.69 ألف                           | 101.93 ألف                                                    |
| مؤشر التنمية البشرية                                      | 0.624                              | 0.892                                                         |
| رمز المكالمات الدولي                                      | +992                               | +352                                                          |
| رمز الإنترنت                                              | .tj                                | .lu                                                           |
| المنطقة الزمنية                                           | ت ع م+05:00                        | توقيت وسط أوروبا، ت ع م+01:00، ت ع م+02:00، أوروبا/لوكسمبورج ‏ |

## منظمات دولية مشتركة
يشترك البلدان في عضوية مجموعة من المنظمات الدولية، منها:
| علم المنظمة | اسم المنظمة                        | تاريخ انضمام طاجيكستان | تاريخ انضمام لوكسمبورغ |
| ----------- | ---------------------------------- | ---------------------- | ---------------------- |
|             | مؤسسة التنمية الدولية              | 4 يونيو 1993           | 4 يونيو 1964           |
|             | منظمة الأمن والتعاون في أوروبا     | 30 يناير 1992          | 25 يونيو 1973          |
|             | مؤسسة التمويل الدولية              | 2 ديسمبر 1994          | 4 أكتوبر 1956          |
|             | منظمة حظر الأسلحة الكيميائية       | ?                      | ?                      |
|             | الأمم المتحدة                      | 2 مارس 1992            | 24 أكتوبر 1945         |
|             | الاتحاد الدولي للاتصالات           | 28 أبريل 1994          | 2 مارس 1866            |
|             | منظمة الشرطة الجنائية الدولية      | ?                      | ?                      |
|             | البنك الدولي للإنشاء والتعمير      | 4 يونيو 1993           | 27 ديسمبر 1945         |
|             | الاتحاد البريدي العالمي            | ?                      | ?                      |
|             | وكالة ضمان الاستثمار متعدد الأطراف | 9 ديسمبر 2002          | 29 أغسطس 1991          |
|             | بنك التنمية الآسيوي                | 1998                   | 2003                   |
|             | يونسكو                             | 6 أبريل 1993           | 27 أكتوبر 1947         |
|             | الفريق المعني برصد الأرض           | ?                      | ?                      |

## وصلات خارجية
- موقع وزارة الخارجية اللوكسمبورغية